# Amesoeurs
Amesoeurs (frz. âme sœurs „Seelenverwandte“) war eine französische Blackgaze-Band, welche 2004 in Bagnols-sur-Cèze von Stéphane „Neige“ Paut und Audrey Sylvain gegründet wurde und bis 2009 bestand.

## Geschichte
Sylvain und Paut gründeten 2004 Amesoeurs aus dem Bestreben, New Wave und Post-Punk mit stilistischen Elementen des Black Metal, als Vertonung des urbanen Lebens, zu verbinden. Einen weiteren Faktor in der Gründung der Band lieferte „Neiges“ Ausstieg aus der Band Mortifera, nachdem der Kopf der Band „Noktu“, zwei von „Neige“ geschriebene Titel, Bonheur Amputé und Ruines Humaines, für Mortifera abgelehnt hatte. Beide Titel wurden später auf der Debüt-EP veröffentlicht.
Nach ersten gemeinsamen Proben und einer Bandbesetzung aus Freunden Pauts traten Amesoeurs das erste und einzige Mal auf.
Im April 2005 nahm die Band eine erste, nach dem Titel Ruines Humaines benannten, EP auf, welche Amesoeurs besondere Aufmerksamkeit bescherte. Mit dieser Veröffentlichung wurden die Band zu einem Geheimtipp im Black-Metal-Umfeld. Neben den beiden von „Neige“ geschriebenen Stücken befand sich auch der von Sylvain getextete und gemeinsam geschriebene Titel Faiblesse des Sens auf der EP. Die Aufnahmen fanden zu einem Großteil im deutschen Studio Klangschmiede Studio E des Gitarristen und Sängers Markus Stock (Empyrium, The Vision Bleak) statt. Die EP wurde von Stock produziert. Lediglich Sylvains Gesang wurde mit schlechtem Equipment in „Neiges“ Garage aufgenommen und nachträglich hinzugemischt. Amesoeurs widmeten Ruines Humaines Ian Curtis und Joy Division.
Bassist Fursy Teyssier verließ nach den Aufnahmen der EP vorübergehend die Band um sich verstärkt seinem Studium zu widmen, zeichnete jedoch für die grafische Gestaltung der EP verantwortlich. Obwohl die Band nach einer alternativen Besetzung suchte, blieb die Position des Bassisten vorerst unbesetzt, weshalb „Neige“ für die 2007 erschienen Split-EP, mit dem Peste-Noire-Nebenprojekt Valfunde, den Bass einspielte. Die Split-EP wurde mit einfachem Equipment im Proberaum des Ein-Mann Projektes Valfunde aufgenommen und allein auf Vinyl herausgegeben. Neige und Sylvain beteiligten sich an dem einmaligen Projekt des Peste Noire Frontmanns „La Sale Famine de Valfunde“, was langfristig zu Sylvains dauerhafter Beteiligung an Peste Noire führte. Der enthaltene Amesoeurs-Titel Les Ruches Malades wurde für das nachfolgende Album erneut aufgenommen.
Für das selbstbezeichnete Album kehrte auch Teyssier zur Band zurück. Nach den Aufnahmen beendeten Amesoeurs ihre aktive Laufbahn.
Das Album wurde erneut in der Klangschmiede Studio E von Markus Stock aufgenommen. Dieser brachte sich hinzukommend mit einer Spoken-Word-Passage auf dem Stück Recueillement ein.
Noch vor den Aufnahmen des Albums versuchte die damalige Freundin „Neiges“, diesen zu überreden Sylvain aus der Band auszuschließen. Sylvain erläuterte hierzu, dass es keinen Anlass für diesen persönlichen Angriff gegeben hätte. Als hauptsächliche Begründung für das Bandende nennt sie jedoch „Neiges“ Bestreben mit Alcest fortzufahren. „Neige“ bezeichnete das Ende der Band als den bewussten erfolgreichen Abschluss eines zielgerichteten Projektes.

„AMOSEURS' [sic!] Konzept ist wie ein fertiges Gemälde und hat sich seit der Bandgründung nicht verändert. Ich war der Meinung, dass wir es mit der EP und dem Album bestmöglich erkundet haben und jetzt aufhören müssen. Ich sehe uns nicht als ‚Totgeburt‘, es ist eher so, wie wenn man ein bestimmtes Bild im Kopf hat, es malt, fertigstellt und dem Moment überlässt.“

## Stil
Der Band liegt die stilistische Intention zugrunde, Post-Punk und Black-Metal-Elemente miteinander zu verbinden. In Rezensionen wird häufig auf eine Nähe zu Joy Division und frühen The Cure hingewiesen. Die New-Wave-Elemente werden insbesondere aufgrund des sphärischen weiblichen Gesangs und langer Soundscape-Passagen, als dominierend beschrieben. Der Anteil an stilistischen Elementen des Black Metals beschränkt sich auf vereinzelte Stücke, den gelegentlichen Keifgesang „Neiges“ und gezielt gesetzte Blastbeat-Ausbrüchen.

„‚Amesoeurs‘ ist ein wilder Ritt, quer durch Genres, die vom Gefühl her gut zusammen passen, aber in dieser Form nur selten zusammen geprallt sind. 
Die Rede ist von Black Metal und Shoegaze. Beides ist sehr melancholisch ausgerichtet, und genau hier findet sich der gemeinsame Nenner. Auf dem ersten und einzigen Album von AMESOEURS überwiegt allerdings der Shoegaze-Anteil leicht, wird gepaart mit Anleihen von JOY DIVISION, gegenüber dem rauen, teilweise hypnotischem Black Metal.“

## Diskografie
- 2006: Ruines Humaines (EP, Northern Silence Productions)
- 2008: Valfunde/Les Ruches Malades (Split-EP mit Valfunde, De Profundis Éditions)
- 2009: Amesoeurs (Album, Code666 Records/Profound Lore Records)